# 索洛山
27°06′30″S 68°43′0″W / 27.10833°S 68.71667°W
索洛山是南美洲的火山，屬於安第斯山脈的一部分，位於智利阿塔卡馬大區和阿根廷卡塔馬卡省接壤的邊境，海拔高度6,190米，人類在1949年首次成功登頂。